# خلل التوتر الانتيابي المتحرض بالرياضة
خلل التوتر الانتيابي المتحرض بالرياضة أو «بّي إي دي» هو أحد الاضطرابات العصبية النادرة التي تتميز بحدوث حركات غير إرادية فجائية عابرة، وغالبًا ما تشمل حركات التواء متكررة ووضعيات مؤلمة ناجمة عن ممارسة الرياضة أو أي مجهود بدني آخر. يشكل خلل التوتر الانتيابي المتحرض بالرياضة أحد اضطرابات خلل الحركة الانتيابي التي تمثل مجموعة من اضطرابات الحركة النادرة المتميزة بهجمات من فرط الحراك مع الحفاظ على وعي سليم. يشير مصطلح الانتيابية إلى تطور النوبات بشكل قصير فجائي، وغالبًا ما يتعذر التنبؤ بحدوثها ويعود المصاب إلى الوضع الطبيعي بسرعة. تُعد الحالات المبلغ عنها للإصابة بخلل التوتر الانتيابي المتحرض بالرياضة قليلة جدًا ما يؤدي إلى صعوبة دراسة هذا المرض وتصنيفه، إذ تقتصر غالبية الدراسات على عدد صغير للغاية من الأفراد المصابين المشاركين في التجارب.

## التشخيص
نظرًا إلى بدء تطور خلل التوتر الانتيابي المتحرض بالرياضة في سن صغيرة نسبيًا، فمن الهام للغاية تشخيص هذا المرض بشكل صحيح. على الرغم من صعوبة هذا بسبب عدد الحالات القليل ومحدودية المعرفة المحيطة بهذا المرض، يظهر المرض مجموعة من السمات الملحوظة بشكل مستمر. يمتلك المرضى المصابون بخلل التوتر الانتيابي المتحرض بالرياضة نتائج طبيعية في الاختبارات العصبية وفحوصات بالتصوير بالرنين المغناطيسي، إلا أنهم يظهرون سمة مميزة متمثلة في انخفاض نسبة الغلوكوز في السائل الدماغي الشوكي بسبب طفرات «جي إل يو تي 1».

### اضطرابات ذات صلة
يختلف خلل التوتر الانتيابي المتحرض بالرياضة عن الاضطرابين المرتبطين بشكل وثيق، على سبيل المثال خلل الحركة الانتيابي حركي التولد (بّي كيه دي) وخلل الحركة الانتيابي غير حركي التولد (بّي إن كيه دي)، بالاستناد إلى ما يسبب الأعراض، أي ممارسة الرياضة المطولة، مثل المشي السريع أو الركض لمدة لا تقل عن 10 دقائق. يعاكس هذا خلل الحركة الانتيابي حركي التولد الذي تنجم أعراضه عن الحركات المفاجئة، وخلل الحركة الانتيابي غير حركي التولد الذي يتميز بأعراض ذات طبيعة تلقائية ومطولة. عادة ما يؤثر خلل التوتر الانتيابي المتحرض بالرياضة على العضلات في كلا الجانبين من الجسم (ثنائي الجانب)، وقد لُوحظ أيضًا وجود تأثيرات أحادية الجانب.
ثبت أيضًا حدوث خلل التوتر الانتيابي المتحرض بالرياضة كاضطراب سابق لمرض باركنسون. في اثنتين من الحالات المرصودة، سبق خلل التوتر الانتيابي المتحرض بالرياضة أي أعراض لمرض باركنسون بما يقارب 1.5 إلى 5 سنوات. على الرغم من كونه مؤشرًا نادرًا، يُعد خلل التوتر الانتيابي المتحرض بالرياضة علامة مبكرة على حدوث الاضطراب، ما يشير إلى وجود علاقة بين الاثنين. في إحدى الحالات، أظهر مريض مصاب بخلل التوتر الانتيابي المتحرض بالرياضة دليلًا على نفاذ الدوبامين بعد فحص «إس بّي إي سي تي» لناقلات الدوبامين. يمثل هذا سمة نموذجية لمرض باركنسون، ما يشير بشكل أكبر إلى وجود علاقة بين المرضين.
ظهر أيضًا ارتباط بين خلل التوتر الانتيابي المتحرض بالرياضة والصرع لدى العديد من العائلات عبر أجيال متعددة، ما يشير إلى انتقال الأعراض وراثيًا عبر صفة صبغية جسدية سائدة. لُوحظ بدء النوبات الصرعية المرافقة لأعراض خلل التوتر بشكل رئيسي خلال مرحلتي الرضاعة والطفولة، مع استمرار أعراض خلل التوتر الانتيابي المتحرض بالرياضة مدى الحياة. تختلف النوبات الصرعية في نوعها إذ أمكنت ملاحظة تطور النوبات المعممة والنوبات الصرعية المصحوبة بغيبة. غالبًا ما تحدث النوبات المتزامنة مع هجمات خلل التوتر مسبوقة بهجمات من الدوخة. يمكن تخفيف هذه الهجمات أو منعها بواسطة ابتلاع الطعام، لكن ما تزال الأسباب الكامنة خلف ذلك مجهولة. تظهر أدلة عديدة حدوث الاضطراب على الأرجح كنتيجة الخلل الوظيفي في قنوات الأيون المبوبة بالفولتية، ما قد يؤدي بدوره إلى شذوذات في استثارية مناطق الدماغ المختلفة، على وجه الخصوص القشرة المخية والعقد القاعدية.